# 栗姬
栗姬（?—前148年以前），漢景帝姬妾之一，齊國人，美貌出眾，她為景帝生下劉榮、劉德、劉閼于三個兒子。

## 生平
起初，景帝的正室薄皇后既不得寵，也沒有生育，而栗姬卻是景帝最寵愛的妃子，並為他生下第一個兒子劉榮。等景帝的祖母薄太后過世後，便廢薄皇后，又立長子劉榮做太子，但始終沒有立新皇后。景帝的姊姊，即館陶公主劉嫖，平日為討好做皇帝的弟弟，便時常獻美女進宮，而且美女都得到寵幸，這讓栗姬非常嫉妒。劉嫖為了穩固自己的地位，知道栗姬之子是太子，栗姬以後也會是皇太后，因此必須化敵為友，就向栗姬提起希望讓自己女兒陈氏嫁給太子為妃的意願。但是栗姬因為劉嫖時常向景帝獻美女，對她一點好感也沒有，反而憤怒的推辭了公主提出的親事。
劉嫖碰了一鼻子灰，便轉而向景帝寵愛的另一位姬妾王夫人提出親事，希望讓女兒嫁給她的兒子劉徹，王夫人很快就同意了。但劉嫖對栗姬擺她架子的事仍然感到丟臉難堪，便在景帝跟前說栗姬的壞話：「栗姬這女人相當善妒，每次遇到其他有寵的妃子，就常讓侍者在她們背後吐口水來詛咒她們，而且她還相當迷信巫術呢。」景帝聽了以後，也開始對栗姬印象變差起來。
不過栗姬本身的個性也確實不佳，後來景帝偶然健康不佳，為此心情也不怎麼高興，便告訴栗姬：「我百年以後，希望妳能善待其他的妃子與她們的兒子。」這其實是在暗示要她掌管六宮，一方面也是在試探她的胸襟，但栗姬聽完這話，反而更加暴怒起來，她非但不願意照顧其他有寵的姬妾子女，甚至對景帝出言不遜。景帝對她的態度也相當不滿，卻還是忍耐下來，只差沒有發作而已。
自從館陶公主與王夫人訂下兒女親事後，公主便時常向景帝誇獎王夫人的兒子。而景帝以前曾聽王夫人說，她在懷孕時曾夢見日入腹中，所以也連帶覺得王夫人的兒子比較好。王夫人知道景帝還在擔心栗姬的事，怕事情生變，就設計陷害栗姬。她唆使大臣向景帝請求立栗姬為皇后，大臣便向景帝進言：「《春秋公羊传》有：『子以母貴，母以子貴』，今天太子的生母還只是一個姬妾，現在應該要給她一個名號才是，所以應當立為皇后。」景帝大怒曰：「這是你該說的話嗎？！」於是將進言的大臣處死，並且廢太子為臨江王。
兒子既被廢，栗姬內心的憤恨更加難平，而景帝也不願意再見到她，不再接見。最後栗姬終於憂鬱而死，王夫人也終於順利成為皇后。其后她的儿子刘彻以嫡子的身份被立为太子。

## 影視作品
| 影視作品 | 飾演的演員       |
| 美人心計 | 鄧莎飾演栗妙人。 |
| 漢武大帝 | 簡丹飾演栗姬。   |

## 延伸阅读
[在维基数据编辑]
 《史記/卷059》，出自司馬遷《史記》